# بول کریک، میزوری
بول کریک (به انگلیسی: Bull Creek) یک روستا در ایالات متحده آمریکا است که در شهرستان تانی، میزوری واقع شده است. بول کریک ۰٫۴۱ کیلومتر مربع مساحت و ۶۰۳ نفر جمعیت دارد و ۲۲۲ متر بالاتر از سطح دریا واقع شده است.